# Soledade de Minas (kommun)
Soledade de Minas är en kommun i Brasilien.   Den ligger i delstaten Minas Gerais, i den sydöstra delen av landet, 800 km söder om huvudstaden Brasília. Antalet invånare är 5 678.
Följande samhällen finns i Soledade de Minas:
- Soledade de Minas

Omgivningarna runt Soledade de Minas är huvudsakligen savann. Runt Soledade de Minas är det ganska tätbefolkat, med 155 invånare per kvadratkilometer.